# Neopistria
Neopistria is een geslacht van vlinders van de familie uilen (Noctuidae), uit de onderfamilie Hadeninae.

## Soorten
- N. esmeralda Warren, 1911
- N. viridinotata Hampson, 1894